# Allochthonius jingyuanus
Espèce
Allochthonius jingyuanus est une espèce de pseudoscorpions de la famille des Pseudotyrannochthoniidae.

## Distribution
Cette espèce est endémique du Ningxia en Chine. Elle se rencontre dans le xian de Jingyuan.

## Description
Les mâles mesurent de 1,46 à 1,59 mm et les femelles de 1,65 à 1,83 mm.

## Étymologie
Son nom d'espèce lui a été donné en référence au lieu de sa découverte, le xian de Jingyuan.

## Publication originale
- Zhang & Zhang, 2014 : A new species of the genus Allochthonius (Pseudoscorpiones, Pseudotyrannochthoniidae) from liupan mountains, China, with the description of the male of allochthonius brevitus. Acta Zoologica Academiae Scientiarum Hungaricae, vol. 60, no 1, p. 45-56.